# Крајње невешта игра
|   | a                                             | b                                             | c                                             | d                                             | e                                             | f                                             | g                                             | h                                             |   |
| 8 | h8 black king · h7 white pawn · h1 white king | h8 black king · h7 white pawn · h1 white king | h8 black king · h7 white pawn · h1 white king | h8 black king · h7 white pawn · h1 white king | h8 black king · h7 white pawn · h1 white king | h8 black king · h7 white pawn · h1 white king | h8 black king · h7 white pawn · h1 white king | h8 black king · h7 white pawn · h1 white king | 8 |
| 7 | h8 black king · h7 white pawn · h1 white king | h8 black king · h7 white pawn · h1 white king | h8 black king · h7 white pawn · h1 white king | h8 black king · h7 white pawn · h1 white king | h8 black king · h7 white pawn · h1 white king | h8 black king · h7 white pawn · h1 white king | h8 black king · h7 white pawn · h1 white king | h8 black king · h7 white pawn · h1 white king | 7 |
| 6 | h8 black king · h7 white pawn · h1 white king | h8 black king · h7 white pawn · h1 white king | h8 black king · h7 white pawn · h1 white king | h8 black king · h7 white pawn · h1 white king | h8 black king · h7 white pawn · h1 white king | h8 black king · h7 white pawn · h1 white king | h8 black king · h7 white pawn · h1 white king | h8 black king · h7 white pawn · h1 white king | 6 |
| 5 | h8 black king · h7 white pawn · h1 white king | h8 black king · h7 white pawn · h1 white king | h8 black king · h7 white pawn · h1 white king | h8 black king · h7 white pawn · h1 white king | h8 black king · h7 white pawn · h1 white king | h8 black king · h7 white pawn · h1 white king | h8 black king · h7 white pawn · h1 white king | h8 black king · h7 white pawn · h1 white king | 5 |
| 4 | h8 black king · h7 white pawn · h1 white king | h8 black king · h7 white pawn · h1 white king | h8 black king · h7 white pawn · h1 white king | h8 black king · h7 white pawn · h1 white king | h8 black king · h7 white pawn · h1 white king | h8 black king · h7 white pawn · h1 white king | h8 black king · h7 white pawn · h1 white king | h8 black king · h7 white pawn · h1 white king | 4 |
| 3 | h8 black king · h7 white pawn · h1 white king | h8 black king · h7 white pawn · h1 white king | h8 black king · h7 white pawn · h1 white king | h8 black king · h7 white pawn · h1 white king | h8 black king · h7 white pawn · h1 white king | h8 black king · h7 white pawn · h1 white king | h8 black king · h7 white pawn · h1 white king | h8 black king · h7 white pawn · h1 white king | 3 |
| 2 | h8 black king · h7 white pawn · h1 white king | h8 black king · h7 white pawn · h1 white king | h8 black king · h7 white pawn · h1 white king | h8 black king · h7 white pawn · h1 white king | h8 black king · h7 white pawn · h1 white king | h8 black king · h7 white pawn · h1 white king | h8 black king · h7 white pawn · h1 white king | h8 black king · h7 white pawn · h1 white king | 2 |
| 1 | h8 black king · h7 white pawn · h1 white king | h8 black king · h7 white pawn · h1 white king | h8 black king · h7 white pawn · h1 white king | h8 black king · h7 white pawn · h1 white king | h8 black king · h7 white pawn · h1 white king | h8 black king · h7 white pawn · h1 white king | h8 black king · h7 white pawn · h1 white king | h8 black king · h7 white pawn · h1 white king | 1 |
|   | a                                             | b                                             | c                                             | d                                             | e                                             | f                                             | g                                             | h                                             |   |

Крајње невешта игра је термин везан за шах. То је новији термин у Правилима игре ФИДЕ.
Уколико играчу падне заставица у позицији где његов противник не може добити партију „било којом могућом серијом исправних потеза, чак и при најневештијој контраигри“, изгубиће партију у складу са чл. 6.10 Правила игре ФИДЕ.
У позицији на дијаграму, црни ће изгубити партију ако му падне заставица, премда је у потезу могао узети противничког пешака. Али, он је раније могао да понуди реми, или да заустави сат и да код судије рекламира реми.